# Стелла (фильм, 1990)
«Стелла» (англ. Stella) — американская драма 1990 года режиссёра Джона Эрмана. Фильм является адаптацией (третьей по счёту) романа «Стелла Даллас» Олив Хиггинс Прути.

## Сюжет
Стелла — своенравная женщина, работающая в баре, однажды встречает и влюбляется в учтивого молодого доктора Стива Далласа. Хотя он совсем из другого круга, в конце-концов у них завязывается роман, приводящий к беременности. Стив делает ей предложение руки и сердца, она отклоняет его и приступает к воспитанию их дочери Дженни как мать-одиночка. Ей также всегда оказывает помощь её друг Эд. Стелла в порыве отчаяния, а также из-за своей  независимости и гордости, она полна решимости преуспеть в воспитании ребёнка, а также берется за любую работу. Когда Дженни было 4 года, её отец внезапно появляется в их жизни и полон решимости наладить отношения. Сначала Стелла неохотно соглашается, однако счастливая связь всё же налаживается между отцом и дочерью. Взрослея Дженни разрывается между богатым отцом и своей преданностью и любовью к матери, которая не слыла богачкой. Дженни в конечном счете встречает и влюбляется в парня из высшего общества, и Стелла понимает, что теперь различия в её собственном происхождении и отца Дженни могут поставить под угрозу будущее счастье её дочери. Из-за этого она идёт на отчаянный шаг и решает разорвать отношения со своей дочерью.

## В ролях
- Бетт Мидлер — Стелла Клэр
- Джон Гудман — Эд Манн
- Трини Альварадо — Дженни Клэр
  - Эшли Пелдон — Дженни (в 3 года)
  - Элисон Портер — Дженни (в 8 лет)
- Стивен Коллинз — Стивен Даллас
- Марша Мейсон — Дженис Моррисон
- Айлин Бреннан — Миссис Уилкерсон
- Линда Харт — Дебби Уитмен
- Бен Стиллер — Джим Аптегроув
- Уильям Макнамара — Пэт Роббинс

## Релиз
Мировая премьера фильма состоялась 2 февраля 1990 года в США. Премьера на VHS состоялась 29 августа 1990 года, релиз оказался удачней прокатного варианта. Всего на территории страны фильм собрал более 20 млн долларов.

## Реакция критиков
| Рейтинги             | Рейтинги |
| Издание              | Оценка   |
| -------------------- | -------- |
| Chicago Sun-Times    | [ 5 ]    |
| The New York Times   | 60/100   |
| Empire               | 50/100   |
| Metacritic           | 45/100   |
| Time Out             | 40/100   |
| Variety              | 40/100   |
| Entertainment Weekly | 33/100   |
| Los Angeles Times    | 30/100   |
| TV Guide Magazine    | [ 12 ]   |
| Washington Post      | 20/100   |

Фильм получил довольно прохладный приём. Ревьюеры из таких изданий как Los Angeles Times, Washington Post и The New York Times совершенно не оценили игру актрисы Бетт Мидлер в фильме, назвав её попытки быть «серьёзной актрисой» неубедительными. Известный критик Роджер Эберт, напротив, высоко оценил картину, похвалив атмосферу и посыл.
Фильм получил две номинации на антипремию «Золотая малина»: Худшая актриса (Бетт Мидлер) и Худшая песня к фильму («One More Cheer for Me!»).